# (32154) 2000 MH
2000 أم إتش (ويعرف أيضًا باسم (32154) 2000 أم إتش وفق تسمية الكوكب الصغير) (بالإنجليزية: 2000 MH)‏ هو كويكب ضمن حزام الكويكبات؛ وترتيبه 32154 من حيث الاكتشاف.
اكتُشف هذا الجُرم الفلكي بواسطة جون بروفتون في 23 يونيو 2000.

## وصلات خارجية
- (32154) 2000 MH في قاعدة بيانات مختبر الدفع النفاث لأجرام النظام الشمسي الصغيرة

- الاكتشاف · مخطط المدار ·  العناصر المدارية · المعلمات المادية

- (32154) 2000 MH على موقع ويكي سكاي: DSS2, SDSS, GALEX, IRAS, Hydrogen α, X-Ray, Astrophoto, Sky Map, Articles and images